# Сельское поселение Дальнее
Се́льское поселе́ние Да́льнее — муниципальное образование в Прохладненском районе Кабардино-Балкарской Республики.
Административный центр — село Дальнее.

## География
Муниципальное образование расположено в северо-восточной части Прохладненского района. В состав сельского поселения входят 2 населённых пунктов.
Площадь территории сельского поселения составляет — 86,78 км2. Из них 79,62 км2 (92%) приходятся на сельскохозяйственные угодья.
Граничит с землями муниципальных образований: Малакановское на северо-востоке, станицы Екатериноградская на юге, Ульяновское на западе, а также с землями Курского района Ставропольского края на севере и востоке.
Сельское поселение расположено в нижней части наклонной Кабардинской равнины, в равнинной зоне республики. Средние высоты на территории муниципального образования составляют 206 метров над уровнем моря. Рельеф местности представляет собой в основном слабо-волнистые равнины с общим уклоном с юга на север, без резких колебаний относительных высот.
Гидрографическая сеть представлена в основном Правобережным каналом и грунтовыми водами, залегающими на глубине около 15 метров. На западе муниципального образования имеются водохранилища.
Климат умеренный полузасушливый. Среднемесячная температура воздуха в июле достигает +24,0°С, в января составляет около -3,0°С. В целом среднегодовая температура воздуха составляет +10,8°С, при среднегодовом количество осадков в 450 мм. Основные ветры восточные и северо-западные. В конце лета возможны суховеи, дующие со стороны Прикаспийской низменности.

## История
В 1964 году в Прохладненском районе был образован Изобильненский сельский Совет, в состав которого были включены три посёлка — Дальний, Восточный и Малакановский, с административным центром в посёлке Дальний.
В соответствии с постановлением главы администрации Прохладненского района № 44 от 29.05.1992 года, исполком Изобильненского сельского совета был реорганизован и преобразован в Изобильненскую сельскую администрацию.
В 1999 году в связи с образованием отдельной администрации села Малакановское — Изобильненская сельская администрация была переименована в Дальненскую сельскую администрацию, с сёлами Дальнее и Восточное.
Муниципальное образование Дальнее наделено статусом сельского поселения Законом Кабардино-Балкарской Республики от 27.02.2005 №13-РЗ «О статусе и границах муниципальных образований в Кабардино-Балкарской Республике».

## Население
| 2002  | 2010  | 2012  | 2013  | 2014  | 2015  | 2016  |
| ----- | ----- | ----- | ----- | ----- | ----- | ----- |
| 973   | ↗1019 | ↗1030 | ↗1040 | ↗1045 | ↗1067 | ↘1053 |
| 2017  | 2018  | 2019  | 2020  | 2021  | 2023  | 2024  |
| ↗1061 | ↘1051 | ↘1035 | ↗1059 | ↗1125 | ↗1131 | →1131 |
| 2025  |       |       |       |       |       |       |
| ↘1128 |       |       |       |       |       |       |

Процент от населения района — 2.24 %
Плотность — 13 чел./км2.

### Национальный состав
По данным Всероссийской переписи населения 2010 года:
| Народ      | Численность, чел. | Доля от всего населения, % |
| ---------- | ----------------- | -------------------------- |
| русские    | 376               | 36,9 %                     |
| балкарцы   | 329               | 32,3 %                     |
| турки      | 176               | 17,3 %                     |
| кабардинцы | 47                | 4,6 %                      |
| украинцы   | 30                | 2,9 %                      |
| осетины    | 12                | 1,2 %                      |
| агулы      | 11                | 1,1 %                      |
| другие     | 38                | 3,7 %                      |
| всего      | 1 019             | 100 %                      |

По данным Всероссийской переписи населения 2021 года:
| Народ               | Численность, чел. | Доля от всего населения, % |
| ------------------- | ----------------- | -------------------------- |
| русские             | 413               | 36,71 %                    |
| балкарцы            | 335               | 29,78 %                    |
| турки               | 255               | 22,67 %                    |
| кабардинцы          | 34                | 3,02 %                     |
| осетины             | 21                | 1,87 %                     |
| другие / не указано | 67                | 5,95 %                     |
| всего               | 1 125             | 100,0 %                    |

## Состав поселения
| № | Населённый пункт | Тип населённого пункта       | Население | Доля от населения (%) |
| - | ---------------- | ---------------------------- | --------- | --------------------- |
| 1 | Восточное        | село                         | ↗306      | 26,4 %                |
| 2 | Дальнее          | село, административный центр | ↗819      | 73,6 %                |

## Местное самоуправление
Администрация сельского поселения Черниговское — село Дальнее, ул. Школьная, № 8.
Структуру органов местного самоуправления сельского поселения составляют:
- Исполнительно-распорядительный орган — Местная администрация сельского поселения Дальнее. Состоит из 6 человек.
  - Глава администрации сельского поселения — Джансуев Рамазан Апасович.
- Представительный орган — Совет местного самоуправления сельского поселения Дальнее. Состоит из 9 депутатов, избираемых на 5 лет.
  - Председатель Совета местного самоуправления сельского поселения — Джансуев Рамазан Апасович.

## Экономика
В сельском хозяйстве наибольшее развитие получили выращивания культуры картофеля и овощеводство.
На территории сельского поселения расположены 2 сельскохозяйственных предприятия местного значения: 
- ОАО «Племрепродуктор «Прохладненский»
- ООО Агрофирма «Дальнее»

## Примечание
1. 1 2  Численность постоянного населения Российской Федерации по муниципальным образованиям на 1 января 2025 года — М.: Росстат, 2025.
2. ↑  Численность населения Кабардино-Балкарской Республики по сельским населённым пунктам по итогам ВПН-2002
3. ↑  Численность населения КБР в разрезе населённых пунктов по итогам Всероссийской переписи населения 2010 года
4. ↑  Численность населения Российской Федерации по муниципальным образованиям. Таблица 35. Оценка численности постоянного населения на 1 январ
5. ↑  Численность населения Российской Федерации по муниципальным образованиям на 1 января 2013 года. Таблица 33. Численность населения городских округов, муниципальных районов, городских и сельских поселений, городских населённых пунктов, сельских населённых пунктов — Росстат, 2013. — 528 с.
6. ↑  Таблица 33. Численность населения Российской Федерации по муниципальным образованиям на 1 января 2014 года
7. ↑  Численность населения Российской Федерации по муниципальным образованиям на 1 января 2015 года
8. ↑  Численность населения Российской Федерации по муниципальным образованиям на 1 января 2016 года — 2018.
9. ↑  Численность населения Российской Федерации по муниципальным образованиям на 1 января 2017 года — М.: Росстат, 2017.
10. ↑  Численность населения Российской Федерации по муниципальным образованиям на 1 января 2018 года — М.: Росстат, 2018.
11. ↑  Численность населения Российской Федерации по муниципальным образованиям на 1 января 2019 года
12. ↑  Численность населения Российской Федерации по муниципальным образованиям на 1 января 2020 года
13. 1 2 3  Итоги Всероссийской переписи населения 2020 года (по состоянию на 1 октября 2021 года)
14. ↑  Численность постоянного населения Российской Федерации по муниципальным образованиям на 1 января 2023 года (с учётом итогов Всероссийской п — Росстат, 2023.
15. ↑  Численность постоянного населения Российской Федерации по муниципальным образованиям на 1 января 2024 года — Росстат, 2024.
16. ↑  Том 3. Таблица 4. Население по национальности и владению русским языком по муниципальным образованиям и населенным пунктам КБР. Дата обращения: 6 июня 2019. Архивировано из оригинала 6 марта 2016 года.
17. ↑  Итоги Всероссийской переписи населения 2020 года. Том 5. Национальный состав и владение языками. Таблица 1. Национальный состав населения Кабардино-Балкарской Республики, городских округов и муниципальных районов. Дата обращения: 9 октября 2023. Архивировано 16 октября 2023 года.